# ランシット・インターナショナルボクシングスタジアム
ランシット・インターナショナルボクシングスタジアム（タイ語: สนามมวยนานาชาติเวทีมวยรังสิต）は、タイのパトゥムターニー県・タンヤブリー郡・ランシット市にあるムエタイ競技施設。1962年にパトゥムターニー県知事であったプラシット・ウライラットによってムエタイを普及させることを目的に設立され、移転を経て1970年にリニューアルオープンし、2010年に改修工事が行われた。
スタジアムで行われる試合は世界ムエタイ評議会（WMC）のランキングで承認されており、国際アマチュアムエタイ連盟のイベントも開催。2010年までに8万以上のプロのムエタイの試合が行われ、日本人選手では1987年に当時15歳の立嶋篤史がデビュー戦（非公式）を行い、2013年に志朗が初代ランシット・スタジアム認定インターナショナル・バンタム級王座を獲得、2014年に日本対タイの対抗戦「KICK REVOLUTION」を開催して日本が5戦全勝、2016年には吉成名高が出場した。